# جون ر. هال
جون ر. هال (بالإنجليزية: John R. Hall)‏ هو كاتب أمريكي، ولد في 5 مارس 1975 في طرزانا، لوس أنجلوس في الولايات المتحدة.

## وصلات خارجية
- الموقع الرسمي